# パトリック・トラウトン
パトリック・トラウトン（Patrick George Troughton、1920年3月25日 - 1987年3月28日）は、イングランドの俳優。パトリック・トラフトンとも表記される。

## 来歴
ミドルセックス（現・アウター・ロンドン・バーネット区）ミル・ヒル出身。ミル・ヒル・スクールを卒業後、ロンドンに出て演劇を学ぶ。第二次世界大戦中、海軍に入隊、戦後に除隊して、本格的に演劇を始め、舞台と同時に映画にも出演を始める。1966年からテレビドラマ『ドクター・フー』に2代目ドクター役でレギュラー出演して知られるようになる。
私生活では2回結婚と1回同棲し、4人の子供をもうけ、このうちデヴィッドとマイケルの2人が俳優になった。さらに孫のサムとハリー・メリングも俳優になった。
1987年3月28日、SF大会出席のため滞在していたアメリカ合衆国ジョージア州コロンバスで、心筋梗塞のため急死した。67歳。

## 主な出演作品
- 1948年 - ハムレット Hamlet
- 1948年 - 赤い靴 The Red Shoes（声のみ、クレジットなし）
- 1950年 - 宝島 Treasure Island
- 1955年 - リチャード三世 Richard III
- 1956年 - 1984 1984（クレジットなし）
- 1962年 - オペラ座の怪人 The Phantom of the Opera
- 1963年 - アルゴ探検隊の大冒険 Jason and the Argonauts
- 1964年 - 妖女ゴーゴン The Gorgon
- 1966年〜69年、1972年〜73年、1983年、1985年 - ドクター・フー Doctor Who（テレビドラマ）
- 1967年 - 虐殺の女王 The Viking Queen
- 1970年 - 血のエクソシズム/ドラキュラの復活 Scars of Dracula
- 1974年 - フランケンシュタインと地獄の怪物（モンスター） Frankenstein and the Monster from Hell
- 1976年 - オーメン The Omen
- 1977年 - シンドバッド虎の目大冒険 Sinbad and the Eye of the Tiger